# 阿皮亚斯
阿皮亚斯（拉丁語：Appias）。是罗马神话中阿庇亚得斯喷泉的宁芙雕像，位于凯撒广场的維納斯神廟旁。西塞罗将这个名称用于弥涅耳瓦的雕像
传统上，阿庇亚得斯被认为是调和女神孔科耳狄亚、智慧女神弥涅耳瓦、和平女神帕克斯、爱与美的女神维纳斯和家灶女神维斯塔五位女神的合称。
由于为她们所建造的庙宇就在阿皮亚大道附近，因此这五位女神被称作阿皮亚得斯。
其事迹反映于古罗马诗人奥维德的著述之中，亦于西塞罗的相关作品中出现。具有重大地宗教影响与历史意义。

## 扩展阅读
- Dictionary of Greek and Roman Biography and Mythology by William Smith, v. 1, page 248, under Appias （页面存档备份，存于）